# Coty Inc.
Coty, Inc., es un fabricante de productos de belleza estadounidense con sede en Nueva York. Originalmente, la empresa fue fundada en París (Francia) en 1904 por François Coty. Sus productos principales son fragancias, cosméticos y productos para el cuidado de la piel y el cuerpo. Es conocida por la utilización de profesionales del cine, del espectáculo o del deporte para nombrar sus productos y fragancias. Entre sus marcas más importantes figuran Calvin Klein, Chloe, Davidoff, Marc Jacobs, Adidas, Play boy, Rimmel, Sally Hansen y Kylie Cosmetics.

## Historia
En 1904, François Coty fundó Coty en París. Su objetivo no era otro que revolucionar la industria del perfume y las fragancias. En 1912, Coty abrió filiales en Londres y Nueva York. Coty, Inc., se convirtió en una compañía cotizada en 1925. Durante la Gran Depresión, las ventas de cosméticos en Estados Unidos cayeron desde los $50 millones en 1929 a los $3,5 millones en 1933. Con la Segunda Guerra Mundial en ciernes, la compañía creó en Panamá Coty International Corporation en 1939. 
La propiedad de la empresa pasó de François Coty a su exmujer, Yvonne, casada por entonces con Leon Cotnareanu. La administración de la compañía fue pasando por varios miembros de la familia Cotnareanu hasta llegar a Philip Cotnareanu, que más tarde cambiaría su nombre a Philip Cortney.
Tras la Gran Depresión, Philip Cortney automatizó sus líneas de producción y embalaje y hacia 1955 lanzó una línea nueva para hombres. Se instalaron laboratorios en Morris Plains (Nueva Jersey, Estados Unidos) y en el extranjero.
Coty y Coty International fueron vendidas en 1963 a Chas. Pfizer & Co. por aproximadamente 26 millones de dólares y se convirtió en la división de productos de consumo de la multinacional farmacéutica. En 1965 Coty introdujo Imprevu, su primer perfume en 25 años, que se convirtió en la principal fragancia Coty desde 1968. Coty y Coty International se unieron en 1973. Entre los nuevos productos introducidos a principios de los años setenta se encontraban las fragancias Styx, Sweet Earth y Wild Musk y la línea de tratamiento de belleza Equatone. La central de producción se trasladó de Nueva York a Sanford (Carolina del Norte). 
Los productos Coty ampliaron su base de comercialización y ahora llegaban a franquiciados, incluyendo distribuidores, farmacias independientes, grandes superficies y grandes almacenes. Sin embargo, los resultados no cumplían con las expectativas.
Coty fue comprado en 1992 por Benckiser Consumer Products, el brazo estadounidense de la multinacional alemana Johann A. Benckiser GmbH. En 1993 Benckiser se fusionó en Coty su unidad Quintessence Inc., que había adquirido el año anterior. Coty, Inc., se convirtió en una compañía valorada en 1500 millones de dólares en 1996, cuando Benckiser hizo su grupo de Lancaster una división de Coty. Lancaster, fundada en Mónaco en 1946 y adquirida de SmithKline Beecham plc en 1990. La actual Coty, renombrada Coty Beauty, se convirtió en la otra división.
Durante 1998, el 45 por ciento de las ventas de la compañía fueron en fragancias masivas, 24 por ciento en cosméticos de masas y 31 por ciento en productos de belleza de prestigio. Cincuenta y cinco por ciento del volumen de ventas vino de Europa occidental y 30 por ciento de América del Norte.

### Historia reciente
En mayo de 2005, Unilever anunció que había firmado un acuerdo definitivo para vender su negocio de fragancias, Unilever Cosmetics International (UCI), a Coty Inc., de Estados Unidos. Aunque, algunas marcas fueron vendidas a Elizabeth Arden. Según se informó, Unilever recibió una contraprestación de $ 800 millones en efectivo, con posibles pagos adicionales dependiendo de futuras ventas. La operación incluyó las licencias de perfumes como Calvin Klein, Cerruti, Vera Wang, Chloé y Lagerfeld, así como un centro de fabricación y distribución en Mount Olive, Nueva Jersey, que se cerró en junio de 2007 a medida que las operaciones se transfirieron a Coty - Sanford, Carolina del Norte.
En diciembre de 2007, Coty anunció la adquisición de DLI Holding Corp. Las marcas Calgon y Healing Garden fueron adquiridas por Ascendía Brands, otra de las marcas del grupo, el 9 de febrero de 2007.
En agosto de 2009, Coty, Inc. anunció que había firmado un acuerdo de licencia con la marca GUESS para desarrollar y comercializar nuevas líneas de fragancias. Como parte de la asociación, Coty también distribuiría las fragancias anteriores de GUESS, a partir de enero de 2010.
En noviembre de 2010, Coty, Inc., anunció que había firmado un acuerdo para adquirir Philosophy, Inc., del grupo Carlyle. A principios de 2011, Coty, Inc., anunció que había concluido las adquisiciones de Dr. Scheller Cosmetics, OPI Products, Inc. y TJoy.
En julio de 2012, Coty, Inc., nombró a Michele Scannavini como el nuevo CEO. Scannavini había sido presidente de Coty Prestige durante los últimos 10 años.
El 13 de junio de 2013, Coty, Inc. comunicó a la Bolsa de Nueva York que había recaudado $ 1.000 millones en la OPI de mayor consumo desde la OPO de Arcos Dorados por 1.300 millones de dólares en 2011. La compañía opera en tres segmentos: fragancias, cosméticos de color y cuidado de la piel y del cuerpo.
En junio de 2014, Coty se deshizo de TJoy. El 29 de septiembre de 2014, Michele Scannavini dimitió de su cargo de CEO del grupo y fue nombrado Bart Becht de manera interina.
El 9 de julio de 2015, Coty anunció que había llegado a un acuerdo definitivo para comprar algunas de las marcas de belleza de Procter & Gamble por 12.500 millones de dólares en un acuerdo que duplicaría sus ventas y la transformaría en una de las compañías de cosméticos más grandes del mundo. En octubre de 2015, Coty adquirió la plataforma global de marketing digital Beamly, proporcionando a Coty un cambio de paso en las capacidades de marketing digital. En noviembre de 2015, Coty adquirió el negocio de Belleza y Cuidado Personal de Hypermarcas, proporcionando a Coty una posición fuerte en el mercado brasileño de belleza y cuidado personal, el tercer mercado de belleza más grande del mundo.
En julio de 2016, Coty nombró a Camillo Pane como consejero delegado y miembro de la junta directiva de Coty, cada uno de ellos a partir del día siguiente al cierre de la fusión con P & G Specialty Beauty. En octubre de 2016, Coty completó la fusión con P & G Specialty Beauty Business, convirtiendo a Coty en una de las compañías de belleza líder en el mundo con la posición número uno en fragancias y el número dos y tres posiciones en peluquería y cosméticos.
En octubre de 2016, la compañía confirmó que había llegado a un acuerdo con Lion Capital LLP para comprar Good Hair Day (GHD), un fabricante de productos para el cabello, por $ 522 millones en efectivo. GHD será dirigido por su equipo de gestión anterior. La venta fue completada en noviembre de 2016.